# 杜斯奴足球會
杜斯奴足球會（俄语：ФК Тосно）是一支俄羅斯職業足球會，曾位於俄羅斯足球超級聯賽作賽。
球隊在2017–18賽季贏得俄羅斯盃冠軍，但於聯賽則不幸降級。
2018年，球隊由於未能獲得2018-19賽季俄羅斯全國足球聯賽的參賽資格而宣佈解散。

## 榮譽
- 俄羅斯盃冠軍：
  - 2017–18